# USS Independence (CVL-22)
«Індепенденс» (англ. USS Independence (CVL-22)) — легкий авіаносець США однойменної серії.

## Історія створення
Закладений 1 травня 1941 року як крейсер типу «Клівленд» (англ. «Cleveland») під назвою «Амстердам» (англ. USS Amsterdam (CL-59)). 10 травня 1942 року перекласифікований в авіаносець і тоді ж перейменований в «Індепенденс». Спущений на воду 22 серпня 1942 року. В строю з 14 січня 1943 року.

## Історія служби

### Друга світова війна
Прибув на театр військових дій з авіагрупою CVGL-22. Брав участь у рейдах на острів Маркус (31 серпня 1943 року), Вейк (5—6 жовтня 1943 року), Рабаул (11 листопада 1943 року). Забезпечував висадку на острови Гілберта (13—20 листопада 1943 року).
20 листопада 1943 року був пошкоджений влучанням торпеди, скинутої японським літаком G4M «Бетті». Вибух стався в кормовій частині з правого борту. Були затоплені кормові машинне та котельне відділення, швидкість впала до 13,5 вузла. Втрати екіпажу становили 17 осіб убитими та 43 пораненими. Був відправлений до США на ремонт.
Повернувся в серпні 1944 року з авіагрупою CVGL-41. Забезпечував висадку десантів на Західні Каролінські острови (28 серпня — 24 вересня 1944 року), здійснив рейд на острови Рюкю, Формоза та Лусон (10—19 жовтня 1944 року). Прикривав десантні операції (20 жовтня — 27 листопада 1944 року), брав участь у битві в затоці Лейте (23—26 листопада 1944 року).
25 листопада легко пошкоджений внаслідок падіння американського літака.
Завдавав ударів по аеродромах на островах Формоза, Рюкю, Лусон, в Індокитаї та Гонконгу (30 грудня 1944 року — 22 січня 1945 року).
Після заміни авіагрупи (13 березня 1945 року взяв на борт CVGL-46) здійснив рейд на Токіо та військово-морську базу Куре (14—19 березня 1945 року). Потім брав участь у бомбардуванні японських аеродромів на островах Окінава, Рюкю і Кюсю (23—31 березня 1945 року), прикривав десантну операцію на Окінаву (8 квітня — 13 червня 1945 року).
1 липня 1945 року відбулась заміна авіагрупи. Літаки CVGL-27 завдали ударів по Токіо, Кобе, Нагої, Куре, Майдзуру, острову Хоккайдо (10—18 та 24—30 липня, 9—15 серпня 1945 року).
Всього за час війни винищувачі з «Індепенденса» збили 78 японських літаків.

### Післявоєнний час
Виведений зі складу флоту 28 серпня 1946 року. Використовувався як мішень при випробуваннях атомної зброї біля атола Бікіні. Залишився на плаву, в червні 1947 року відбуксирований у Сан-Франциско.
Потоплений 29 червня 1951 року при випробуванні нових видів зброї.